# Thép đã tôi thế đấy! (phim 1942)
Thép đã tôi thế đấy! (tiếng Nga: Как закалялась сталь !) là một bộ phim do Mark Donskoy và Yuly Rayzman đạo diễn, đây là phiên bản chuyển thể điện ảnh đầu tiên của tiểu thuyết Thép đã tôi thế đấy !.
Cuộc đấu tranh anh dũng của nhân dân Ukraina trong những năm tháng đầu tiên sau cuộc Cách mạng Tháng Mười đã được tái hiện thông qua hình tượng người chiến sĩ Cách mạng - anh lính Hồng quân gan góc, nhiều lý tưởng và nhiệt huyết cao cả Pavel Korchagin.
Ra đời đúng thời điểm khốc liệt nhất của cuộc Chiến tranh Vệ quốc vĩ đại, bộ phim nằm trong hệ thống tác phẩm văn học - nghệ thuật mang tính tuyên truyền, giáo dục ý thức chiến đấu trong nhân dân Liên Xô đang ngày đêm đương đầu với hiểm nguy từ tập đoàn Đức Quốc xã.

## Diễn viên
- Vladimir Perest-Petrenko... Pavel Korchagin
- Daniil Sagal... lính thủy Zhukhray
- Irina Fedotova... Tonya Tumanova
- Nikolai Bubnov... Artyom Korchagin - anh trai Pavel
- Aleksandr Khvilya... Dolinnik (Chủ tịch Ủy ban Quân sự Cách mạng)
- Boris Runge... Seryozha Bruzzhak
- Vladimir Balashov... Viktor Leshinsky
- V.Krasnovitsky... Sĩ quan Đức
- Anton Dunaysky... thông ngôn Ukraina
- Nikolai Voloshin